# برزیل انیمادو
برزیل انیمادو (پرتغالی: Brasil Animado) یک فیلم پویانمایی برزیلی محصول سال ۲۰۱۱ به کارگردانی ماریانا کالتابیانو و توزیع‌شده توسط ایمیجم فیلمز است. این اولین فیلم برزیلی است که به طور کامل با فناوری سه بعدی تولید شده است.